# Inter-Provincial Championship 2018
Die Inter-Provincial Championship 2018 (aus Sponsoringgründen auch Hanley Energy Inter-Provincial Championship 2018) ist die sechste Saison des nationalen First-Class-Cricket-Wettbewerbes in Irland der vom 1. Mai bis zum 6. September 2018 ausgetragen wurde. Es war die zweite Austragung des Wettbewerbes, die vom Weltverband International Cricket Council First-Class Status verliehen bekommen hat.

## Format
Jede Mannschaft spielt gegen jede andere jeweils zwei Mal. Für einen Sieg gibt es 16 Punkte, für ein Remis 3 und für ein unentschieden 8 Punkte. Des Weiteren gibt es Bonuspunkte in den jeweils ersten 100 Over im ersten innings für erfolgreiches Batting und Bowling.

## Resultate
Tabelle
| Teams               | Sp. | S | N | U | R | BP | Punkte |
| ------------------- | --- | - | - | - | - | -- | ------ |
| North West Warriors | 4   | 2 | 0 | 2 | 0 | 26 | 64     |
| Leinster Lightning  | 4   | 1 | 0 | 3 | 0 | 24 | 49     |
| Northern Knights    | 4   | 0 | 3 | 1 | 0 | 21 | 24     |

Spiele
| 1. – 3. Mai Scorecard | Dublin | North West Warriors 509-9d (137) | – | Leinster Lightning 286 (86) & 227-7 (76) (f/o) |
|                       |        | Remis                            |   |                                                |

| 29. – 31. Mai Scorecard | Comber | Northern Knights 263 (87.3) & 272-5d (62) | – | Leinster Lightning 268 (95.4) & 268-5 (59) |
|                         |        | Leinster Lightning gewinnt mit 5 Wickets  |   |                                            |

| 20. – 22. Juni Scorecard | Bready | North West Warriors 80 (39) & 460-9 (175) | – | Leinster Lightning 273 (70.4) |
|                          |        | Remis                                     |   |                               |

| 2. – 4. Juli Scorecard | Comber | Northern Knights 250 (81.3) & 209 (87.5)   | – | North West Warriors 446 (128.1) & 15-0 (1.3) |
|                        |        | North West Warriors gewinnt mit 10 Wickets |   |                                              |

| 17. – 19. Juli Scorecard | Bready | North West Warriors 226 (65.5) & 303-7d (64) | – | Northern Knights 188 (62.2) & 201 (57.2) |
|                          |        | North West Warriors gewinnt mit 140 Runs     |   |                                          |

| 4. – 6. September Scorecard | Malahide | Northern Knights 440-9d (109.3) | – | Leinster Lightning 448-7 (125) |
|                             |          | Remis                           |   |                                |